# Хутір (Бурятія)
Хутір (рос. Хутор) — село Кяхтинського району, Бурятії Росії. Входить до складу Шарагольського сільського поселення.
Населення — 339 осіб (2010 рік).